# Hipoepa tumidilinea
Hipoepa tumidilinea là một loài bướm đêm trong họ Noctuidae.